# Monte Carlo Masters 2005 - Qualificazioni singolare
Le qualificazioni del singolare  del Monte Carlo Masters 2005 sono state un torneo di tennis preliminare per accedere alla fase finale della manifestazione. I vincitori dell'ultimo turno sono entrati di diritto nel tabellone principale. In caso di ritiro di uno o più giocatori aventi diritto a questi sono subentrati i lucky loser, ossia i giocatori che hanno perso nell'ultimo turno ma che avevano una classifica più alta rispetto agli altri partecipanti che avevano comunque perso nel turno finale.
Le qualificazioni del torneoMonte Carlo Masters  2005 prevedevano 32 partecipanti di cui 8 sono entrati nel tabellone principale.

## Teste di serie
1. Christophe Rochus (Qualificato)
2. José Acasuso (ultimo turno)
3. Philipp Kohlschreiber (primo turno)
4. Santiago Ventura (ultimo turno)
5. Stefan Koubek (ultimo turno)
6. Guillermo García López (Qualificato)
7. Sjeng Schalken (primo turno)
8. Jérôme Haehnel (primo turno)

1. Félix Mantilla (Qualificato)
2. Stan Wawrinka (primo turno)
3. Thierry Ascione (primo turno)
4. Jonas Björkman (primo turno)
5. Victor Hănescu (Qualificato)
6. Nicolás Almagro (ultimo turno)
7. Richard Gasquet (Qualificato)
8. Julien Benneteau (Qualificato)

## Qualificati
1. Christophe Rochus
2. Victor Hănescu
3. Andreas Seppi
4. Julien Benneteau

1. Thierry Ascione
2. Guillermo García López
3. Richard Gasquet
4. Félix Mantilla

## Tabellone

### Legenda
| - Q = Qualificato - WC = Wild card - LL = Lucky loser | - ALT = Alternate - SE = Special Exempt - PR = Protected Ranking | - w/o = Walkover - r = Ritirato - d = Squalificato |

### Sezione 1
|  | Primo turno | Primo turno       | Primo turno       | Primo turno | Primo turno |  |  | Ultimo turno | Ultimo turno      | Ultimo turno      | Ultimo turno | Ultimo turno |  |
|  |             |                   |                   |             |             |  |  |              |                   |                   |              |              |  |
|  | 1           | Christophe Rochus | Christophe Rochus | 6           | 6           |  |  |              |                   |                   |              |              |  |
|  |             | Gilles Simon      | Gilles Simon      | 2           | 2           |  |  | 1            | Christophe Rochus | Christophe Rochus | 6            | 6            |  |
|  |             | Marco Chiudinelli | 65                | 6           | 6           |  |  |              | Marco Chiudinelli | Marco Chiudinelli | 2            | 2            |  |
|  | 12          | Jonas Björkman    | 7                 | 3           | 4           |  |  |              |                   |                   |              |              |  |

### Sezione 2
|  | Primo turno | Primo turno            | Primo turno            | Primo turno | Primo turno |  |  | Ultimo turno | Ultimo turno   | Ultimo turno | Ultimo turno | Ultimo turno |  |
|  |             |                        |                        |             |             |  |  |              |                |              |              |              |  |
|  | 2           | José Acasuso           | José Acasuso           | 6           | 6           |  |  |              |                |              |              |              |  |
|  |             | Jean-Christophe Faurel | Jean-Christophe Faurel | 1           | 4           |  |  | 2            | José Acasuso   | 3            | 6            | 3            |  |
|  | 13          | Victor Hănescu         | 6                      | 63          | 6           |  |  | 13           | Victor Hănescu | 6            | 3            | 6            |  |
|  |             | Bohdan Ulihrach        | 4                      | 7           | 0           |  |  |              |                |              |              |              |  |

### Sezione 3
|  | Primo turno | Primo turno           | Primo turno           | Primo turno | Primo turno |  |  | Ultimo turno  | Ultimo turno  | Ultimo turno | Ultimo turno | Ultimo turno |  |
|  |             |                       |                       |             |             |  |  |               |               |              |              |              |  |
|  |             | Andreas Seppi         | Andreas Seppi         | 6           | 6           |  |  |               |               |              |              |              |  |
|  | 3           | Philipp Kohlschreiber | Philipp Kohlschreiber | 3           | 4           |  |  | Andreas Seppi | Andreas Seppi | 3            | 6            | 6            |  |
|  |             | Stan Wawrinka         | Stan Wawrinka         | 6           | 6           |  |  | Stan Wawrinka | Stan Wawrinka | 6            | 4            | 4            |  |
|  | 10          | Lars Burgsmüller      | Lars Burgsmüller      | 3           | 4           |  |  |               |               |              |              |              |  |

### Sezione 4
|  | Primo turno | Primo turno       | Primo turno       | Primo turno | Primo turno |  |  | Ultimo turno | Ultimo turno     | Ultimo turno | Ultimo turno | Ultimo turno |  |
|  |             |                   |                   |             |             |  |  |              |                  |              |              |              |  |
|  | 4           | Santiago Ventura  | Santiago Ventura  | 7           | 6           |  |  |              |                  |              |              |              |  |
|  |             | Daniele Bracciali | Daniele Bracciali | 63          | 2           |  |  | 4            | Santiago Ventura | 3            | 6            | 4            |  |
|  | 16          | Julien Benneteau  | 64                | 6           | 6           |  |  | 16           | Julien Benneteau | 6            | 4            | 6            |  |
|  |             | Benjamin Balleret | 7                 | 3           | 2           |  |  |              |                  |              |              |              |  |

### Sezione 5
|  | Primo turno | Primo turno     | Primo turno     | Primo turno | Primo turno |  |  | Ultimo turno | Ultimo turno    | Ultimo turno    | Ultimo turno | Ultimo turno |  |
|  |             |                 |                 |             |             |  |  |              |                 |                 |              |              |  |
|  | 5           | Stefan Koubek   | Stefan Koubek   | 6           | 6           |  |  |              |                 |                 |              |              |  |
|  |             | Nicolas Mahut   | Nicolas Mahut   | 2           | 3           |  |  | 5            | Stefan Koubek   | Stefan Koubek   | 3            | 3            |  |
|  |             | Thierry Ascione | Thierry Ascione | 6           | 6           |  |  |              | Thierry Ascione | Thierry Ascione | 6            | 6            |  |
|  | 11          | Óscar Hernández | Óscar Hernández | 3           | 4           |  |  |              |                 |                 |              |              |  |

### Sezione 6
|  | Primo turno | Primo turno            | Primo turno         | Primo turno | Primo turno |  |  | Ultimo turno | Ultimo turno           | Ultimo turno | Ultimo turno | Ultimo turno |  |
|  |             |                        |                     |             |             |  |  |              |                        |              |              |              |  |
|  | 6           | Guillermo García López | 6                   | 4           | 6           |  |  |              |                        |              |              |              |  |
|  |             | Olivier Mutis          | 2                   | 6           | 3           |  |  | 6            | Guillermo García López | 6            | 6            | 6            |  |
|  | 14          | Nicolás Almagro        | Nicolás Almagro     | 6           | 6           |  |  | 14           | Nicolás Almagro        | 2            | 7            | 4            |  |
|  |             | Guillaume Couillard    | Guillaume Couillard | 0           | 3           |  |  |              |                        |              |              |              |  |

### Sezione 7
|  | Primo turno | Primo turno     | Primo turno     | Primo turno | Primo turno |  |  | Ultimo turno | Ultimo turno    | Ultimo turno    | Ultimo turno | Ultimo turno |  |
|  |             |                 |                 |             |             |  |  |              |                 |                 |              |              |  |
|  |             | Peter Luczak    | 1               | 7           | 7           |  |  |              |                 |                 |              |              |  |
|  | 7           | Sjeng Schalken  | 6               | 65          | 6           |  |  |              | Peter Luczak    | Peter Luczak    | 0            | 2            |  |
|  | 15          | Richard Gasquet | Richard Gasquet | 6           | 6           |  |  | 15           | Richard Gasquet | Richard Gasquet | 6            | 6            |  |
|  |             | Hicham Arazi    | Hicham Arazi    | 3           | 1           |  |  |              |                 |                 |              |              |  |

### Sezione 8
|  | Primo turno | Primo turno      | Primo turno      | Primo turno | Primo turno |  |  | Ultimo turno | Ultimo turno   | Ultimo turno | Ultimo turno | Ultimo turno |  |
|  |             |                  |                  |             |             |  |  |              |                |              |              |              |  |
|  |             | David Sánchez    | 6                | 2           | 6           |  |  |              |                |              |              |              |  |
|  | 8           | Jérôme Haehnel   | 2                | 6           | 4           |  |  |              | David Sánchez  | 6            | 3            | 5            |  |
|  | 9           | Félix Mantilla   | Félix Mantilla   | 6           | 6           |  |  | 9            | Félix Mantilla | 3            | 6            | 7            |  |
|  |             | Olivier Patience | Olivier Patience | 1           | 3           |  |  |              |                |              |              |              |  |